# Comostola ocellulata
Comostola ocellulata là một loài bướm đêm trong họ Geometridae.